# Geranium pogonanthum
Geranium pogonanthum är en näveväxtart som beskrevs av Adrien René Franchet. Geranium pogonanthum ingår i släktet nävor, och familjen näveväxter. Inga underarter finns listade i Catalogue of Life.